# Mette Thiesen
Mette Thiesen (nascida em 20 de dezembro de 1981, em Fredensborg) é uma política e professora dinamarquesa, membro do Folketing pelo partido político Nova Direita. Ela agora deixou o partido.

## Carreira política
Como o líder da Nova Direita Pernille Vermund, Thiesen era membro do Partido Popular Conservador antes de ingressar na Nova Direita em 2017. Ela é membro do município de Hillerød desde 2014. Ela foi eleita para o parlamento em 2019.